# Hospital de Jesús Nazareno (Villanueva de Córdoba)
El hospital de Jesús Nazareno es un edificio religioso de la localidad de Villanueva de Córdoba, en la provincia de Córdoba (España), que en la actualidad se halla convertido en residencia de ancianos. 
Su construcción comenzó en el año 1886.

## Historia
En 1886 Antonio Martos Ávalos, médico y alcalde de la localidad, concibió el propósito de construir un nuevo Hospital de Jesús Nazareno en el municipio de Villanueva de Córdoba, ya que el que ya existía, aunque aún permanecía abierto, se hallaba en estado ruinoso y de hecho, fue clausurado en 1888. 
Este primitivo Hospital de Jesús Nazareno se hallaba donde hoy se alza el CEIP Moreno de Pedrajas, en el centro de la localidad, y había sido fundado por el sacerdote Bernardo Moreno de Pedrajas, que tenía aquí su residencia y quien a la hora de su muerte y en su testamento, destinó su residencia a albergar un hospital para enfermos, que debía regirse por la regla por la que se regía un hospital similar existente en la vecina villa de Pozoblanco, y que tenía el nombre de Hospital de Nuestro Padre Jesús Nazareno de Pozoblanco. La generosidad del fundador es recordada en una placa de mármol que se encuentra colocada en la fachada del CEIP Moreno de Pedrajas, y que fue colocada en 1918, con motivo del centenario de la fundación del primitivo Hospital de Jesús Nazareno en Villanueva de Córdoba.
En 1886 se constituyó una Junta Rectora del Hospital, compuesta por el alcalde Antonio Martos como presidente, y siendo el resto de los componentes de la misma varios señores de la localidad. Se acordó que el mejor lugar para levantar el nuevo edificio era el Egido del Calvario, frente a la calle Córdoba, llamada hoy "Moreno de Pedrajas" en honor del fundador del hospital, y se encargó al arquitecto Amador Rodríguez la elaboración de planos y presupuestos. La propiedad del nuevo edificio fue ofrecida al Ayuntamiento de Villanueva de Córdoba, a condición de que se hiciese cargo de las deudas derivadas de la construcción del nuevo hospital.
En una Real Orden, con fecha de 20 de julio de 1894, se ordenó la creación de una Junta de Patronos para regir el hospital. Dicha Junta estaría compuesta por los señores alcalde-presidente del municipio y por el párroco de la iglesia de San Miguel Arcángel, que era el único templo de la localidad con rango de parroquia en esos momentos. 
Ambos serían los vocales de la Junta de Patronos por derecho propio, mas otros dos vocales designados por el Ministerio de la Gobernación, y que serían elegidos de entre las ternas propuestas por el párroco de la de San Miguel y el alcalde, y deberían ser personas destacadas por su cultura y sentimientos. Terminadas las obras y cumplidos todos los requisitos, el Hospital de Jesús Nazareno fue inaugurado con toda solemnidad el 17 de febrero de 1896 tras varios años con las obras muy ralentizadas por falta de medios y otra serie de inconvenientes.
El edificio inaugurado en 1896 constaba de una capilla en el centro; al lado izquierdo se hallaban un apartamento para el recibimiento de los enfermos y una amplia sala destinada a enfermería de mujeres; al lado derecho se encontraba la enfermería de los varones. En la parte trasera del edificio se encontraban la sacristía, la cocina, los dormitorios de las hermanas que atendían el hospital, y otra serie de dependencias. En la parte derecha había dos salitas pequeñas destinadas a realizar las curas de urgencia y a servir de botiquín. Se dispuso que la asistencia médica fuera realizada gratuitamente por los médicos titulares de la localidad y que el coste de los medicamentos consumidos fuera abonado por el ayuntamiento del municipio.
Los presupuestos de ingresos y gastos que se confeccionaban anualmente oscilaron hasta el año 1936, fecha del comienzo de la guerra civil española, entre las 9.234 y las 11.000 pesetas. Los ingresos de que se nutría el hospital estaban formados por la renta de las inscripciones de la Deuda, por los donativos de particulares recogidos por las Hermanas entre los vecinos y también, por las aportaciones del Consistorio de la localidad, lo que demostraba el cariño y la preocupación que el municipio sentía por la institución.
Al inaugurarse el Hospital en 1896, se hicieron cargo de la enfermería las religiosas concepcionistas de la congregación conocida como "las Amantes de Jesús", procedentes de su casa en Don Benito, en la provincia de Badajoz. Pero en 1903, dicha congregación abandonó el hospital por orden de la Junta Municipal de Sanidad. El 21 de agosto de 1903 el obispo de Córdoba designó a seis monjas de las Hermanas de Jesús Nazareno, congregación fundada en el siglo XVII, de Pozoblanco, para que vinieran a Villanueva de Córdoba a sustituir a las otras hermanas. 
Las Hermanas de Jesús Nazareno de Villanueva de Córdoba dependían del Hospital de Jesús Nazareno de Pozoblanco. En la década de 1930, siendo patrono del Hospital Marcial Rodríguez Urbano, párroco de San Miguel Arcángel, se llevaron a cabo obras de reparación y se concibieron planes de mejora para el futuro. Pero en 1931, con el advenimiento de la II República, los donativos del vecindario disminuyeron y el Ayuntamiento de la localidad, aunque en un principio deseó hacer numerosas mejoras, apenas contribuyó en esos años al engrandecimiento del hospital.
Al estallar la guerra civil española en 1936, el bando republicano se incautó del Hospital de Jesús Nazareno, para poder atender a los heridos de guerra. En un principio las Hermanas de Jesús Nazareno fueron respetadas, siguiendo las órdenes del alcalde del municipio, Julián Caballero Vacas, que prohibió que se las molestase bajo ningún concepto, llegando incluso a amenazar con pérdida de vida a aquel que agraviase a las hermanas. 
Pero, a pesar de la buena voluntad del alcalde, la situación pronto se hizo intolerable para ellas, a causa de la presencia de milicianas republicanas que las ayudaban en las tareas de cuidar a los enfermos, y que con sus insultos y su trato poco respetuoso hacia las hermanas, motivaron que éstas se resolvieran a abandonar el hospital a finales del año 1936. La autoridad municipal les proporcionó vehículos y las hermanas de Jesús Nazareno se dispersaron, yéndose unas a Hinojosa del Duque, otras a Pozoblanco y otras a la provincia de Jaén. 
El alcalde de la localidad las invitó a avisarle cuando deseasen regresar, pero la situación no se prestó a ello. El 27 de marzo de 1939 entraron las tropas franquistas en Villanueva de Córdoba y el día 1 de abril llegaron al hospital dos hermanas de Jesús Nazareno procedentes de Pozoblanco, enviadas por la Reverenda Madre General, quienes se dedicaron a la limpieza y ordenamiento del edificio, que a pesar de las pérdidas sufridas no se encontraba en mal estado.
Durante la Guerra Civil, desaparecieron o fueron destruidas todas las imágenes religiosas del edificio. La imagen de Nuestro Padre Jesús Nazareno, que presidía la capilla del hospital, fue quemada a las puertas de éste junto con otras. Después de terminado el conflicto en 1939, el sacerdote Pedro Romero Torralbo trajo de Lucena una imagen de Jesús Nazareno para sustituir provisionalmente a la destruida en 1936, y en 1954 se adquirió la actual imagen de Nuestro Padre Jesús Nazareno, procedente de los talleres "Santa Rufina" de Madrid, cuyo coste ascendió a 7.500 pesetas, que fueron recaudadas por Marcial Rodríguez Urbano, párroco de la de San Miguel de la localidad. 
En 1940, Francisca Casalilla Delgado donó al hospital una imagen de San Benito, adquirida en los talleres de Olot. Ese mismo año los hermanos Moreno Escudero donaron a la capilla una imagen de San Matías, adquirida en los talleres de Olot en 1939. En 1947, José Pedraza Segura y su esposa, María Díaz Delgado encargaron al autor del retablo mayor de la iglesia de San Miguel Arcángel, Valeriano Martínez, de Burgos, la realización de un altar para la imagen de San Benito.
En 1966 se construyó un pabellón destinado a los varones, cuyo coste ascendió a 250.000 pesetas. En 1967 se hundió el tejado de la enfermería de mujeres y al arreglarlo, se amplió el ala izquierda del edificio, construyéndose una habitación junto a aquella enfermería. El coste fue de alrededor de 72.000 pesetas, procedentes de diversos donativos.
En la actualidad, el hospital de Jesús Nazareno, que dentro de pocos años celebrará su segundo centenario, se encuentra convertido en una residencia de ancianos y recientemente se han llevado a cabo obras que prácticamente han duplicado la capacidad de acogida del edificio.

## Descripción del edificio

### Iglesia del Hospital de Jesús Nazareno
La capilla consta de una sola nave. El presbiterio se encuentra elevado un peldaño por encima del nivel de la iglesia, y en él se halla el altar, de granito, y en los laterales del presbiterio hay sendas puertas que conducen a la sacristía. En una cavidad situada encima del sagrario se sitúa la imagen de Nuestro Padre Jesús Nazareno, que recientemente se ha convertido en la imagen titular de una Cofradía de Semana Santa fundada en 2008, la Hermandad de Nuestro Padre Jesús Nazareno. 
La imagen de Nuestro Padre Jesús Nazareno fue realizada en la década de 1950 en los talleres Santa Rufina de Madrid y fue restaurada en 2009 por el imaginero cordobés Antonio Bernal Redondo. Fue adquirida en 1954 por Marcial Rodríguez Urbano por la cantidad de 7.500 pesetas. El sagrario, de bronce dorado, fue costeado por María Josefa Fernández, y su coste fue de 5.000 pesetas. Destaca también la imagen de San Benito que se venera en este templo y que siempre ha gozado de gran devoción entre los jarotes. A lo largo de las paredes de la iglesia se encuentra un Vía crucis de madera y a los pies de la iglesia un confesionario.
A los pies de una de las puertas que comunican la sacristía con la capilla y bajo una lápida de mármol que da fe de su traslado a este lugar en el año 1955, reposan los restos del fundador del primitivo Hospital de Jesús Nazareno, Bernardo Moreno de Pedrajas. Primeramente estuvo sepultado bajo una lancha de pizarra negra sin inscripción alguna, a la entrada de la desaparecida Ermita de San Gregorio, que hacía las veces de capilla en el cementerio de San Gregorio que él mismo había ordenado construir, y que fue clausurado en 1906. 
En 1955 sus restos fueron trasladados aquí, siendo párroco de la iglesia de San Miguel Arcángel Marcial Rodríguez Urbano. En lo que fuera cementerio y ermita de San Gregorio se alzan hoy la biblioteca y el Teatro municipal de Villanueva de Córdoba. La inscripción sobre la lápida del insigne benefactor de la localidad y fundador del Hospital de Jesús Nazareno reza la siguiente inscripción:

J. H. S. Aquí yacen los restos mortales del Fundador de este Santo Hospital Rvdo. D. Bernardo Moreno de Pedrajas, Cura Párroco de esta villa. Falleció: 6 de octubre 1818. -Se trasladó: 19 de agosto 1955. -Bienaventurados los misericordiosos porque ellos alcanzarán misericordia. R. I. P. A.